# هایلند (کانزاس)
هایلند (به انگلیسی: Highland) شهری در ایالت کانزاس کشور ایالات متحده آمریکا است که جمعیت آن در سرشماری سال ۲۰۱۰ میلادی، ۱٬۰۱۲ نفر بوده‌است.